# Mohamed Mohyeldin
Mohamed Ahmad Mohamed Mohyeldin (arab. محمد أحمد محمد محي الدين ;ur. 1 października 1991) – egipski judoka. Olimpijczyk z Rio de Janeiro 2016, gdzie zajął siedemnaste miejsce wadze lekkiej.
Uczestnik mistrzostw świata w 2015, 2018, 2019 i 2021. Startował w Pucharze Świata w  2016. Złoty medalista igrzysk afrykańskich w 2015. Zdobył siedem medali mistrzostw Afryki w latach 2014 - 2020. Brązowy medalista igrzysk śródziemnomorskich w 2018 roku.

## Letnie Igrzyska Olimpijskie 2016
| Konkurencja | Eliminacje                  | Klas. końcowa |
| Konkurencja | Przeciwnik I                | Miejsce       |
| ----------- | --------------------------- | ------------- |
| 73 kg       | Ganbaataryn Odbajar (MGL) P | 17.           |